# 基里尔·普里戈达
基里尔·根纳季耶维奇·普里戈达（俄语：Кирилл Геннадьевич Пригода，1995年12月29日—）生于圣彼得堡，是一名俄罗斯男子游泳运动员，主攻蛙泳，曾就读于圣彼得堡彼得大帝理工大学。他在童年时接触过排球、网球、游泳等运动，其中游泳是在六岁时开始接触的，16岁时，他选择专攻游泳。基里尔的父亲根纳季和母亲叶莲娜·沃尔科娃均是前游泳选手，其中父亲更获得过奥运奖牌。